# 堀光治
堀 光治（ほり みつはる、1964年 -）は、日本の写真家。フォトアトリエアディのオーナーフォトグラファー
。

## 略歴
石川県出身。1987年、千葉大学工学部画像工学科卒業。株式会社PFU入社。1996年、ホリ写真館入社。2000年有限会社ホリ写真館代表取締役。

## 受賞
- 2004年・2006年－経済産業省 IT経営百選 奨励賞・優秀賞受賞
- 2006年～2013年－日本写真館協会主催 第1回～7回 日本写真館賞 入賞・入選
- 2008年～2012年－全国スクールアルバムコンテスト 金賞・銀賞・銅賞受賞
- 2008年・2010年－富士フイルム営業コンテスト 入賞
- 2008年－第55回JPC全国写真展覧会「第4部特選（尾内七郎賞）」
- 2009年－第56回JPC全国写真展覧会「第4部入選」
- 2010年－第57回JPC全国写真展覧会「第4部入選」
- 2011年－第２回目「ウェディングフォトアワード2011」ベストショット部門金賞 [2]
- 2012年－第58回JPC全国写真展覧会「第3部推薦（内閣総理大臣賞）」「第4部入選」 [3]
- 2013年－第59回JPC全国写真展覧会「第3部準特選」「第1部入選」

## 写真集
- 堀光治写真集 「新・家族写真」宣言 ～写真館に行こうよ。～（フォトアトリエアディ、2013年）
- 堀光治写真集 走れ、風のように。 「新・家族写真」宣言2 （フォトアトリエアディ、2014年）